# 대한민국의 온라인 개학
대한민국의 온라인 개학은 코로나19 범유행으로 인하여 학교 개학이 불가능해지자, 대한민국 교육부가 오프라인 수업을 온라인 수업으로 대체한 일을 말한다. 일반적으로 중학생과 고등학생은 EBS 온라인 클래스나 구글 클래스룸, 초등학생은 에듀넷에서 개발한 e학습터로 공부한다. 초중고생을 합치면 대략 540만명쯤 된다.
이태원의 클럽들에서 발생한 확진자와 그 감염자로 인해 다시 숫자가 꾸준히 증가 추세를 보이고 있으며, 결국 5월 11일, 교육부는 등교 개학 일정을 1주일씩 순연하기로 결정하였다.

## 온라인 개학

### 1차 온라인 개학

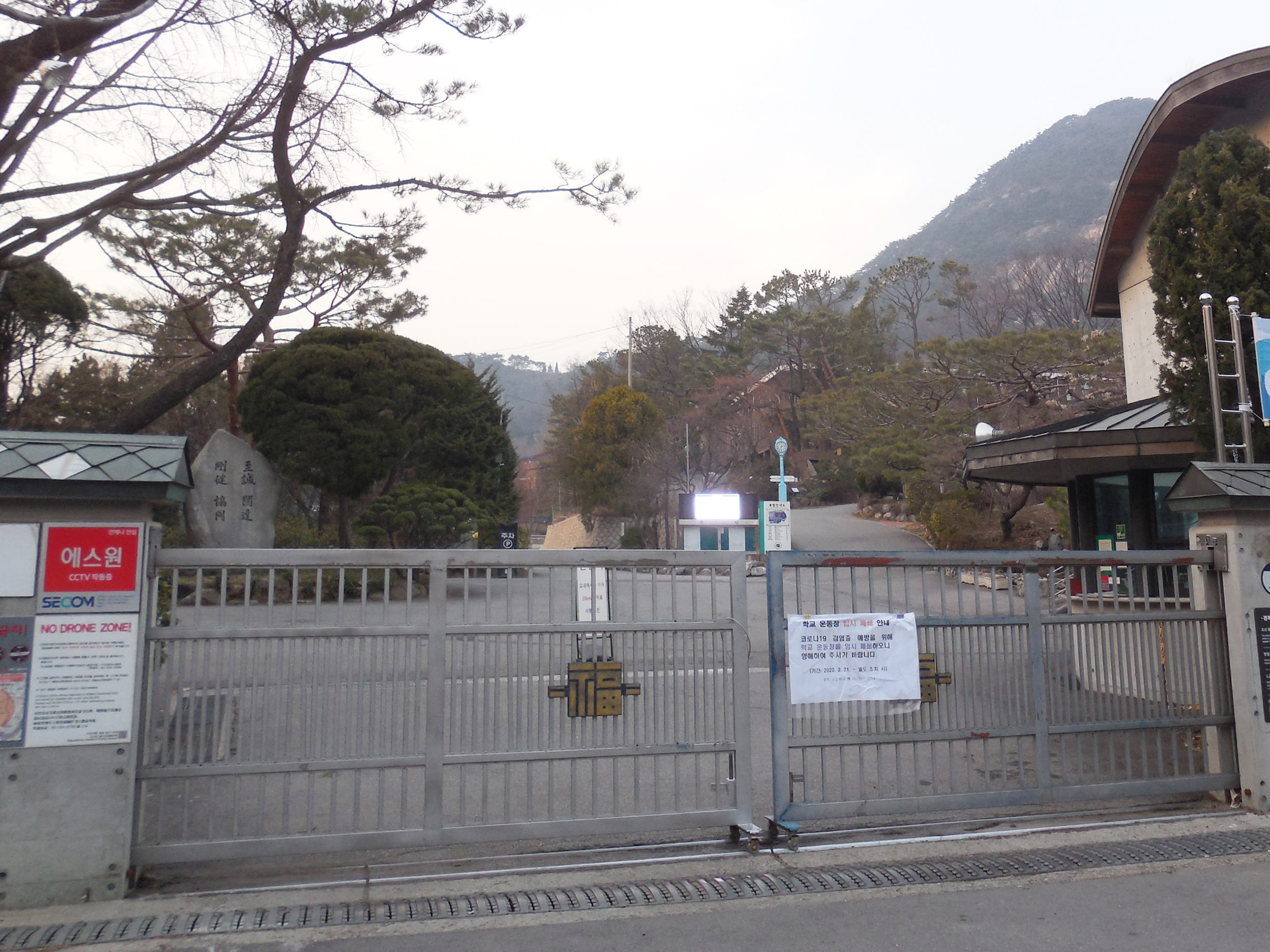
온라인 개학에 앞서 개학 일정을 연기하면서 폐쇄된 학교의 모습.

1차 온라인 개학은 4월 9일, 고등학교 3학년과 중학교 3학년이 동시에 개학하면서 시행되었다. 첫날부터 EBS 온라인 클래스의 서버가 다운되어 2차 온라인 개학에 많은 어려움이 있지 않겠냐는 비판이 있었다. EBS는 서버 문제가 없었다고 밝혔으나 학부모들과 학생들은 서버 다운을 겪었다며 불편을 호소하였다고 말했다.

### 2차 온라인 개학
2차 온라인 개학은 4월 16일, 중학교 1-2학년과 초등학교 4-6학년, 거의 400만명 가까운 학생들이 개학하면서 시작되었다. 서버의 용량이 학생들의 수요를 만족시키지 못할 것이라는 우려가 현실이 되면서, 출석 체크에만 40분이 걸리는 등 온라인 수업의 품질이 좋지 않았다는 비판이 있었다. 하지만 EBS온라인 클래스는 3차 온라인 개학까지 지속적으로 클라우드 서버 증설을 하면서 안정을 찾았다. 2020년 4월 24일 기준 EBS온라인 클래스는 동영상 끊김이 없는 상태이다.

### 3차 온라인 개학
3차 온라인 개학은 4월 20일, 모든 학년이 개학을 하며 시작되었다. 전국의 모든 학생이 '온라인 개학'을 하게 되었다.

## 온라인 개학 일정
| 개학일   | 학년                                                   | 비고        |
| -------- | ------------------------------------------------------ | ----------- |
| 4월 9일  | 중학교 3학년 고등학교 3학년                            | 온라인 개학 |
| 4월 16일 | 초등학교 4 ~ 6학년 중학교 1 ~ 2학년 고등학교 1 ~ 2학년 | 온라인 개학 |
| 4월 20일 | 초등학교 1 ~ 3학년                                     | 온라인 개학 |
| 5월 20일 | 고등학교 3학년 재학생 60명 미만의 학교                 | 등교 개학   |
| 5월 27일 | 유치원 초등학교 1 ~ 2학년 중학교 3학년 고등학교 2학년  | 등교 개학   |
| 6월 3일  | 초등학교 3 ~ 4학년 중학교 2학년 고등학교 1학년         | 등교 개학   |
| 6월 8일  | 초등학교 5 ~ 6학년 중학교 1학년                        | 등교 개학   |

## 소프트웨어상의 허점
명령어를 입력하면 바로 '학습 완료'로 뜬다. 그러나 4월 4주, EBS가 시스템을 보완하면서 학습 로그가 저장되고 두 개 이상의 창을 동시에 띄우면 교사들이 알 수 있도록 시스템을 보완하였다. 
학생들이 매크로 프로그램을 돌려서 2배 이상으로 돌리는 문제도 이 방법으로 해결되었다.

## 소프트웨어의 종류
- 네이버 밴드
- ZOOM
- 마이크로소프트 팀즈
- 구글 미트
- 구글 클래스룸

## 평가와 비판
온라인 개학을 함으로써 기술의 발전을 앞당겨 줄 수도 있다는 시각이 있다.
EBS 온라인 클래스는 초기 기술이 좋지 않아 2020년 4월 기준으로 매일 수 시간씩 접속이 원활하지 않았다. 불안정한 시스템으로 인한 접속 장애와 속도 저하, 영상 끊김이 초기에 지적되었으며 이후 EBS 온라인 클래스는 급격히 안정화되면서 끊김이 없어졌다.
또한 인터넷 강의와 다를 것이 없어 실제 수업보다 집중하기 어려운 환경이라는 지적도 있다. 공부에 의욕이 있는 사람만 하는 학습. 시스템의 오류로 강의를 모두 다 들어도 완료 표시가 뜨지 않을 때가 있다. 그렇다면 다시 새로고침하거나, 브라우저를 바꾸어 보거나, 동시간대 접속자가 적은 시간대를 골라서 들어가는 법이 있다.
온라인 수업을 하고도 중간고사를 보는 학교가 있다. 온라인 수업은 실제 학교 수업보다는 효과가 떨어지기 때문에, 선행을 하지 않은 학생은 발등에 불이 떨어진 셈이다. 
온라인 수업 시스템에 허점도 있어, 명령어 하나로 '학습 완료' 로 처리되었다. 이 명령어가 SNS상에서 퍼지며 이걸 악용하는 학생들이 늘고 있다. 현재는 부정 수강으로 처리된다.
학생들의 시력에 대한 논란이 있다. 하루 종일 모니터를 보고 있는 것에 대해 시력 저하에 대해 우려하는 사람들이 많아지고 있다.

## ZOOM의 비판과 허점
ZOOM에는 개인정보 보안 논란이 있다. ZOOM은 홈페이지에서 종단 간 암호화를 제공한다고 주장했지만, 결국 아닌 것으로 밝혀져 사과하였다. 또한 페이스북에 페이스북의 회원이 아닌 사람의 개인정보를 전달하거나, 50만 명의 계정과 비밀번호가 심층 웹에 풀렸다는 소식도 있다. macOS에서는 홈페이지에서 설치 버튼을 누르지 않았는데도 깔리는 것이 밝혀졌다.

## 통신사의 셀룰러 데이터 지원
SKT, KT, LG U+ 세 회사에서 EBS 온라인 클래스나 에듀넷 e학습터 홈페이지를 접속할 때에 한해 데이터를 무료로 제공한다고 밝혔다. 해당 데이터 지원은 2021년 1월 1일부로 중단되었다. 그러나, 선생님이 올려주신 유튜브 영상을 볼 때는 데이터 무료 지원이 되지 않았다.

## 같이 보기
- 대한민국의 교육
- 온라인 교육
- 한국교육방송공사(EBS)
- e학습터
- ZOOM
- 구글 미트